# Стафеево (Челябинская область)
Стафеево — упразднённый хутор в Пластовском районе Челябинской области России. На момент упразднения входил в Кочкарский сельсовет. Исключен из учётных данных в 1995 году.

## География
Располагался в вершине лога Стафеевский, в 3,5 км к юго-западу от центра района города Пласта.

## История
До 1916 года входил в состав Кособродской волости Троицкого уезда Оренбургской губернии. По данным на 1926 год хутор Стафеев состоял из 17 хозяйств. В административном отношении входил в состав Кочкарского сельсовета Кочкарского района Троицкого округа Уральской области.
В 1970 году находился в подчинении Кочкарского сельсовета Пластовского городского совета. На хуторе располагалась ферма 1-го отделения совхоза «Борисовский».
В 1977 году на хуторе располагалась ферма городского комбината общественного питания.
Исключен из учётных данных Постановлением Челябинской облдумы от 21.12.1995 года № 307.

## Население
| 1926 | 1970 | 1977 | 1983 |
| ---- | ---- | ---- | ---- |
| 79   | ↘2   | ↗4   | ↘2   |

По данным переписи 1926 года на хуторе проживали русские (95 % населения) и татары (5 %).